# 在上海ロシア総領事館
在上海ロシア連邦総領事館（簡体字中国語: 俄罗斯联邦驻上海总领事馆、ロシア語: Генеральное консульство Российской Федерации в Шанхае、英語: Consulate-General of the Russian Federation in Shanghai）は、中華人民共和国の上海市に置かれているロシアの総領事館である。

## 歴史

### ロシア帝国
1896年に開設された。

### ソビエト連邦
1924年5月31日、ソビエト連邦と中華民国の外交関係が樹立された後、在上海ソビエト連邦総領事館として開設。1927年、ソ連が北京政府を承認したことにより断交し、再度閉鎖される。その後、1932年に外交関係が再開されると再度開設され、1941年の太平洋戦争で、日本軍が上海を占領するまでは活動を行っていた。1949年10月1日、毛沢東が中華人民共和国の建国を宣言すると、同月3日、両国の外交関係が樹立が樹立され、12月30日には中華人民共和国の総領事館として再開設された。1953年3月5日、スターリン逝去の際には上海の1,600以上の地区から約4万人が当館に哀悼の意を表した。
1950年代後半から、中ソ関係が悪化。1962年9月19日、北京のソ連大使館は、上海とハルピンの領事館の閉鎖を決定するという内容の書簡を中国外交部に送った。閉鎖の理由については、上海にはソ連人がそれほど多くないためと述べている。同年9月28日、領事館は閉鎖され、すべての活動を停止したと発表。 11月9日、領事館の譲渡書に署名。ソ連側が譲渡された建物の返還を求めた場合、中国側が6ヶ月以内に返還するという条件であった。
1985年6月、中露関係が徐々に改善するにつれ上海とレニングラードに互いの総領事館を開設することで合意に達した。それに伴い、北京のソ連大使館は、以前の領事館の建物を返還するよう要請。1986年5月14日、中国外交部は、上海の主管当局が領事館の敷地をソ連側に譲渡することに決定したことをソ連大使館に報告した。同年8月30日、上海市不動産管理局と北京のソ連大使館が、敷地の譲渡状に署名し譲渡手続きを完了させた。
1989年9月25日、上海市文物保護単位に指定。

### ロシア連邦
1991年12月のソビエト連邦の崩壊により、同月28日当時総領事であったゲオルギー・ラズモフスキーが上海市政府外務局長の徐兆春に、領事館の改名を求める書簡を提出し、在上海ロシア連邦総領事館に改称された。
2015年8月、敷地面積の拡張についての合意がなされた。

## 歴代総領事
本項では、ロシア帝国以降について記述する。

### 駐上海ソビエト連邦総領事
| 代 | 氏名（日本語）                                                           | 氏名（ロシア語）                                 | 着任   | 退任   | 備考              |
| -- | ------------------------------------------------------------------------ | ------------------------------------------------ | ------ | ------ | ----------------- |
|    | リチャルド・ヨシフォヴィチ・エレデル（リチャルド・オシポヴィチ・イリデ） | Ричард Иосифович Элледер (Ричард Осипович Ильде) | 1924年 | 1925年 | 総領事代理        |
| 1  | エスペル・コンスタンティノヴィチ・オザルニン＝キステル                   | Эспер Константинович Озарнин-Кистер              | 1925年 | 1926年 | [ 7 ] [ 8 ] [ 9 ] |
| 2  | フリドリフ・ヴィリゲリモヴィチ・リンデ                                   | Фридрих Вильгельмович Линде                      | 1926年 | 1927年 | [ 7 ] [ 10 ]      |
| 3  | ベネディクト・イグナティエヴィチ・コズロフスキー                         | Бенедикт Игнатьевич Козловский                   | 1927年 | 1928年 | [ 11 ]            |
|    | イワン・イワノヴィチ・スピリヴァネク                                     | Иван Иванович Спильванек                         | 1933年 |        | [ 12 ]            |
|    | ミハイル・アレクサンドロヴィチ・コンスタンティノフ                       | Михаил Александрович Константинов                | 1939年 | 1939年 | 総領事代理        |
|    | 閉鎖（1939年～1949年）                                                   | Закрыто (1939–1949 гг.)                          |        |        |                   |
|    | ピョートル・パルフョノヴィチ・ブラソフ（ピョートル・ウラジーミロフ）     | Пётр Парфёнович Власов (Пётр Владимиров)         | 1949年 | 1951年 | [ 14 ]            |
|    | ニコライ・ミハイロヴィチ・シェステリコフ                                 | Николай Михайлович Шестериков                    | 1952年 | 1954年 | [ 14 ]            |
|    | コンスタンティン・アレクサンドロヴィチ・クルィティコフ                   | Константин Александрович Крутиков                | 1954年 | 1955年 | [ 14 ]            |
|    | アナトリー・アレクサンドロヴィチ・オシポフ                               | Анатолий Александрович Осипов                    | 1955年 | 1957年 | [ 14 ]            |
|    | アレクセイ・イワノヴィチ・エリザヴェティン                               | Алексей Иванович Елизаветин                      | 1957年 | 1960年 | [ 14 ]            |
|    | ウラジーミル・アレクシエーヴィチ・クリフツォフ                           | Владимир Алексеевич Кривцов                      | 1960年 | 1962年 | [ 14 ]            |
|    | 閉鎖（1962年～1986年）                                                   | Закрыто (1962–1986 гг.)                          |        |        |                   |
|    | フェリックス・ニコラエヴィチ・ストローク                                 | Феликс Николаевич Строк                          | 1986年 | 1990年 | [ 14 ]            |
|    | ゲオルギー・ペトローヴィチ・ラズモフスキー                               | Георгий Петрович Разумовский                     | 1990年 | 1991年 | [ 14 ]            |

### 駐上海ロシア連邦総領事
| 代 | 氏名（日本語）                                   | 氏名（ロシア語）                | 着任   | 退任     | 備考       |
| -- | ------------------------------------------------ | ------------------------------- | ------ | -------- | ---------- |
| 1  | ゲオルギー・ペトローヴィチ・ラズモフスキー       | Георгий Петрович Разумовский    | 1991年 | 1992年   | [ 15 ]     |
| 2  | ボリス・ニコラエヴィチ・チャップリン             | Борис Николаевич Чаплин         | 1992年 | 1997年   | [ 16 ]     |
| 3  | ヴィクトル・アナトリエヴィチ・コノフ             | Виктор Анатольевич Коннов       | 1997年 | 2001年   | [ 17 ]     |
| 4  | アンドレイ・ウラジーミロヴィチ・クリフツォフ     | Андрей Владимирович Кривцов     | 2001年 | 2006年   | 札幌総領事 |
| 5  | アレクサンドル・アレクサンドロヴィチ・シャロノフ | Александр Александрович Шаронов | 2006年 | 2011年   | [ 19 ]     |
| 6  | アンドレイ・ニコラエヴィチ・スモロディン         | Андрей Николаевич Смородин      | 2011年 | 2015年   | [ 19 ]     |
| 7  | アレクセイ・ニコラエヴィチ・エフシコフ           | Алексей Николаевич Евсиков      | 2015年 | 2019年   | [ 19 ]     |
| 8  | アレクサンドル・ユーリエヴィチ・シマネフスキー   | Александр Юрьевич Шманевский    | 2019年 | （現職） | [ 19 ]     |